# ムサシノ模型飛行機研究所
ムサシノ模型飛行機研究所（ムサシノもけいひこうきけんきゅうしょ）は、埼玉県小川町にある模型飛行機の会社。

## ムサシノ模型飛行機研究所の概要
ムサシノ模型飛行機研究所は、軽量な木材であるバルサを主材料とした、ラジオコントロール模型飛行機（以下RC機）を製造している。
主として、グローエンジンを動力とするRC機（以下、エンジン機）で、排気量09-10クラス（約1.8cc）の小型軽量の機体を発売している。
また、近年の低騒音、低公害の要請に対応し、モーターを動力とした電動RC機（以下、電動機）の開発にも力を入れている。
同社ブランドのモーターは低消費電力で高性能であると評価されている。
（注：モーターとは動力を発生する機械を指し、電動機とは電気により動作するモーターのことを指すが、ここでは、模型飛行機関係の一般的呼称に従い、「モーター」を電気により動作するモーター、「電動機」を電気により動作するモーターを推進に使用する模型飛行機を指すものとする。）

## 歴史
- 1967年、東京都三鷹市にて、初代所長館林重雄により創設される。ごく初期にはムサシノ模型飛行機研究室と称していた。
- 1996年、島崎孝が二代目所長となり、所在地を埼玉県小川町とする。
- 1999年3月24日　公式ホームページ開設
- 2001年10月25日　公式ホームページ一時閉鎖　掲示板機能のみ残る
- 2005年6月23日　公式ホームページ再開

## 業務内容
- 次の製品を開発、自社内で製造、販売している。
  - エンジン機キット
  - 電動機キット
  - 自社製エンジン機、電動機用主翼キット
  - 自社製エンジン機の飛行ビデオ

- 次の製品を開発、販売している。
  - 電動機用モーター
  - 模型飛行機用製作関連小物
  - 自社製エンジン機、電動機の図面

- 次の製品を販売している。
  - リチウムポリマー電池
  - リチウムポリマー電池用スピードコントローラー
  - リチウムポリマー電池用充電器
  - 書籍「軽ラジコン機入門」

## 特色

### ゆっくりズム
ゆっくりズムとは、ムサシノ模型飛行機研究所が提唱する市民権を確保できるRC機の飛行法。

#### 飛行場所の確保と市民権
RC機を飛行するためには、ある程度の広さの空域が必要である。
機体の飛行速度にもよるが、数百m四方の空間が確保できることが安全上必要となる。
また、RC機の電波は上空では半径1km程まで到達するため、同一周波数の電波を発射し、操縦を行うためには電波の発射地点は2km以上離れていることが望ましい。
1980年代にはRC愛好者の急増に伴い、都市郊外の河川敷等には過密状態でRCクラブの飛行場が存在し、またそれぞれのクラブでも会員数増大により、飛行場に行っても順番待ちでなかなか飛ばせないという状況が発生した。
RCクラブの飛行場は飛行する範囲の全域が私有地であることは少なく、国有地であるが一部を占用許可を得て使用している場合、また許可無く利用している場合もある。
河川敷など行楽客が訪れたり、近くに民家があったりするような場所で、相当な大きさの排気音を発し、時速100キロメートル以上の高速で飛行することのできるRC機は、周辺住民から危険で騒音を発する公害として見られやすく、市民権を得ることは難しかった。このため飛行場の閉鎖が各地で次々に起きた。

#### 低速、低空、低騒音飛行の実現
ムサシノ模型飛行機研究所は、周辺住民から追われるRC機の現状に対し、市民権を得ることが出来る飛行を実現するために、独特の解決法を提唱した。それは、
1. 徹底した軽量設計および搭載メカの軽量化を行い、翼面荷重を低減し、低速飛行を実現する
2. マフラーを装着したエンジンに、さらにサブマフラーを装着して排気音を低減する
3. 大直径プロペラを装備してエンジン回転数を低減し、排気音、プロペラ風切り音を低減する

というものである。
この効果は大きく、それまで比較的低速な部類のRC機でも時速50キロメートル程度で巡航していたものが、最低飛行速度時速20キロメートル台、巡航速度は時速30キロメートル以下でも十分自由な操縦が可能となった。
低速飛行では同時にエンジンの回転数も半減するため、サブマフラーの消音効果とあいまって、飛行中の機体から30m程離れるとほぼ無音とすることが出来た。
これらの低速、低騒音飛行にあわせ、地上2，3mで飛行すること、必要最小限の燃料を搭載すること（軽量化およびメカニズム障害時の被害低減）、人が全くいないときに飛行するなど万が一の場合でも安全が確保できる状況で飛行すること等を条件として、これまでのRC機が飛行できなかった、狭くて身近にある空き地などでの飛行を可能にしようとした。
ムサシノ模型飛行機研究所ではこれを『ゆっくりズム・ノイズレススローフライト』と称した。
また極端な低騒音化、飛行速度の低下により、日の出直後、早朝の飛行までもが可能となり、無人の公園や空き地で誰にも気付かれずに飛行することも出来た。このような飛行法は『忍者飛行』とも呼ばれた。

#### 基本に忠実な操縦法の習得
ムサシノ模型飛行機研究所では、2つの点でそれまで広く行われていたものとは違うRC機の飛行法を提唱した。
1つは、バンク角25度以内での旋回を行い、舵を中立にして旋回を終了するというものである。実機でも基本の操縦法であるが、RC機の中には（入門機の中にも）、このような操作ではない操作が必要な機種がある。すなわち、主翼上反角が小さいため、ロール方向の復元性が低く、旋回からの復帰には逆方向への操舵が必要となるものである。
このような機種はエルロンを主舵とする、曲技飛行も可能な機体であることが多く、ムサシノ模型飛行機研究所は入門機としては、ラダーを主舵とする（エルロンを持たない）十分な上反角を持った機種を、自律安定性が高く、低速でも操縦性が良いとして推奨している。
なお、ラダーを主舵とする飛行機は、上反角が不足した設計の場合、ヨー軸周りの運動からロール運動が十分に連成されず、現実的には操縦ができないことがある（主翼の横滑りから発生するロール軸まわりのモーメントClβは上反角に比例する）。
上反角が少ない、エルロンを主舵とする飛行機でラダー操舵のみで旋回させようとした場合の旋回性の悪さから、『ラダー方式機は旋回性が悪い』、『操縦練習に当たって変な癖がつく』という誤解を受けるのはこの理由による。
逆にエルロンを主舵とする飛行機は、低速飛行時にはエルロンの効果が減少すること、エルロン操舵によって発生する左右翼の不均衡な抗力によるアドバース・ヨーのため操縦が難しく、正常な旋回を行うためには同時にラダーも使用することが必要となる。
第2点目は、上昇、下降にはエンジンの回転数の増減を利用することである。これも実機では基本の操縦方法であるが、RC機の場合、上昇、下降はエレベータにより行うという操縦が広く行われている。
　そのような操縦はエンジンが常時全速で運転している等、推力が相当余分に発生していることが前提である。エンジン回転数が巡航速度とつりあうだけのものであるときには、エレベータを使用して上昇を試みても、一時的に上昇しても速度がすぐに低下し、逆に高度が下がってしまうか失速してしまう。
ムサシノ模型飛行機研究所が提唱する低騒音飛行を行うためには、エンジン回転数を必要最小限として低速飛行することが必要であり、おのずとエレベータではなくエンジン回転数の増減により上昇、下降を行うことになる。

### 手加工によるキット製造
ムサシノ模型飛行機研究所は、設計から材料の切り出しに至るまで、手作業にこだわっている。図面はCADではなく、板材の加工も流行のレーザーカットによるものではないが、高い精度で製作しやすい前加工が施されている。

#### 材料の厳選
ムサシノ模型飛行機研究所のキットは、その材料の大部分がバルサである。
一口にバルサといっても、その密度は一定ではなく、非常に軽量だが強度の低いソフトバルサ、重いが堅く、強度の高いハードバルサ、その中間のミディアムバルサなどと呼ばれる材質の違いがある。これらをそれぞれ機体の各部の強度、重量的な要求に適合するよう選定し、木目方向を考慮しながら加工してある。
翼の材料については左右の重量バランスが狂わないよう、比重が一定のものを選定してセットに組み入れている。
フリーフライト室内機を製作するマニアや、鳥人間コンテスト参加者からもバルサのみの注文が入り、数量のみならず比重まで指定しての注文もあるという。

#### 高精度な加工
上述のとおりキットの材料加工は大部分が手作業による加工であり、NC加工機などは使用されていないが、創業以来の技能の蓄積によるものか、部材の加工は正確で、組み立てにあたって切削加工が必要となる部分はかなり少ない。

### 思想とスタンス

#### スタント一辺倒時代とゆっくりズム
スタント機とは、規定のパターンを正確に飛行し、その技量を競うスタント競技に使用することを目的としたRC機のことである。
1980年代、RC機の世界は主として大型で高速に飛行するスタント機を中心にしたものであったが、上述のように、危険性と騒音で各地のRC機飛行場は閉鎖を余儀なくされつつあった。
1986年5月、当時最も有力だった月刊誌『ラジコン技術』にて、あるRC機入門記事が掲載された。その内容は
1. RC機を始めるならば、専用飛行場でベテランの指導の下に始めること、さもないと100％墜落する
2. 入門機としては、中型サイズのエルロンを主舵とする機体がよく、小型のモーターグライダー的練習機は操縦性が悪く不適当

等といったもので、ムサシノ模型飛行機研究所の主張とは真っ向から対立するものであった。
館林重雄は、ラジコン技術編集部には記事内容が入門者向けとして不適切であり、営業部には小型のモーターグライダー的な入門機を製造しているメーカーとしては営業妨害に当たるとして強く抗議した。
その後ラジコン技術編集部と3回にわたる会談の末和解し、今度は館林重雄が、ムサシノ模型飛行機研究所の主張する方法でのRC機入門記事を執筆することとなった。この記事は1986年7月号に掲載された。
記事の内容は、特に経験者からの指導を受けられず、独学で入門するしかない初心者にも安全に練習できるよう配慮されたもので、この記事の後、ムサシノ模型飛行機研究所には郡部、山間部と思われる住所のファンレターが増えたという。
皮肉にも、これら一連の事件により、ムサシノ模型飛行機研究所の提唱する『ゆっくりズム』が広く知られることとなり、わずかに遅れて出版された『軽ラジコン機入門』およびムサシノ鳥シリーズと呼ばれる製品群の販売促進に貢献することになった。

#### フリーフライト機普及活動
ムサシノ模型飛行機研究所は、1980年代前半に、RC機だけではなく、操縦の出来ない自由飛行型（フリーフライト）模型飛行機の普及活動も行っていた。
RC機よりも価格的に手軽で作りやすいフリーフライト機で、少年層にも模型飛行機を普及しようという意図で企画されたものだった。
だが現実には販売は苦戦したようで、数年で取り扱いを中止してしまっている。

##### 紙飛行機
紙製のグライダーによる競技はそれまでも行われていて、手軽なものから性能を追求したものまで多種多様なものがすでに存在していたが、ムサシノ模型飛行機研究所が発売した機体は、垂直上昇により高度を確保し、高い沈下率で上昇気流を回避するという逆転の発想によるもので、狭い範囲で楽しめ、紛失しにくいというものだった。

##### ピーナッツスケールほかゴム動力機
紙飛行機同様の目的で、米国ペックポリマー社のゴム動力スケール機（実機を精巧に模した形態を持つ模型飛行機）および、スポーツ機を輸入販売した。
スケール機はピーナッツスケールと呼ばれる規格のもので、翼長約33cmと小さく、重量も10数グラムだが、かなり高度な製作技術が要求され、RC機の製作よりも難しいことがある。
スポーツ機は、ピーナッツスケールほど製作は難しくないが、それでも簡単に作れるおもちゃのようなものではなく、ある程度工作能力が必要となる。

#### ムサシノ通信
ムサシノ通信は、1982年より、1989年・第22号まで発行された、ムサシノ模型飛行機研究所のミニコミ誌。
この時期は上述の、RC界がスタント機一辺倒だった時期である。ムサシノ模型飛行機研究所の主張がなかなか広く認められず、厳しい時期だった。
市民権を得ることができる飛行法であるゆっくりズムや、模型飛行機の基本としてのフリーフライト機など、ムサシノ模型飛行機研究所の提唱するスタイルを啓蒙するという目的で、ムサシノ模型飛行機研究所通信は発行された。
初期には数ページ程度の量だったものが次第に増大し、20ページを超えるものになった。
内容は、館林重雄のエッセイ的な文章、ムサシノ鳥シリーズを使用したさまざまな実験や改造記事、ゴム動力機の紹介、ユーザからの投稿、ユーザと館林重雄との文通の内容などで、熱心なファンによる独特の実験レポート、エアラインパイロットをはじめ実機操縦経験者からのゆっくりズムに対する意見など、特色ある記事で読み応えのあるものだった。
ムサシノ模型飛行機研究所公式ホームページが1999年に開設されたときのコンセプトは、『ムサシノ通信を現代のWEBで再現する』というものだったという。

## その他

### 後付エルロンキット
1992年12月20日、プレイリー・ハミングカブ・プレイバード号エルロン材料セット発売。軽曲技飛行仕様とある。標準の主翼に後付でエルロンを装備することで、エルロンを使用する曲技飛行を行うためのものと思われる。
さらにエルロンだけではなく、ラダーとエレベータの面積を増大する部品も入っており、低速で曲技を行う際の舵の効きを良くする必要があるから、という。
またエルロンとラダーを連動するためのミキシングを推奨している。もっとも単純にはサーボの信号を分岐させる二股コード（Yハーネス）を使用してラダーとエルロンサーボを同時に動作させる。または送信機側でのミキシングを行う。
これは極低速時の操縦性はエルロンだけでは不十分なためラダーも操舵することが必要だが、独立して操舵するのは難しいと判断したため。
この後付キットは、通常の模型店ルートで販売されず、直販のみとされていた。
エルロン材料セットの発売後に、書籍「軽曲技飛行のすすめ（研究）」とビデオ「“鳥シリーズ”の軽曲技飛行」が発売される予定だったようだが、発売されなかった。

## 現行の製品
プレイリー号1982年5月設計。09-15クラスエンジン機。入門用スポーツ機。ラダー方式。軽ラジコン機入門の題材機でもある。低速、低空で安全かつ確実な操縦が可能。標準重量の950gで完成した場合時速23.5キロメートル、軽量メカの搭載などにより700gで完成した場合時速20キロメートルで飛行できることが実測されている。
プレイリー号L09-15クラスエンジン機。プレイリー号のエルロン仕様機。ラダー方式のプレイリー号に、別売りのエルロン仕様の主翼を組み合わせることで同一仕様とすることもできる。1996年島崎孝により製品化された。
スカイカンガルー号09-15クラスエンジン機。ドイツ製モーターグライダーの「モートルシュバッツ」を模した機体。初期型は1967年発売。現行機種は3代目にあたる。40年以上継続して販売されているRC機キットはおそらく世界にも例を見ない。
スバル09号1986年11月設計。09クラスエンジン機。低翼、エルロン仕様であるが、一般に販売されている低翼スポーツ機に比較して上反角が大きく、安定性が高い。
モスキートモス号09クラスエンジン機。1978年10月設計、12月発売。軽量な機体構造と、固定式フラップ、エンジンサイズからすれば巨大な翼面積をもって、低翼面荷重を達成し、非常な低速静音飛行を実現するユニークな機体。あるユーザにより印旛沼縦断飛行に成功している。
ハミングカブ号1990年設計。09クラスエンジン機。複葉機だが、上下翼の間隔を大きくとることでスタッガー（上下翼を前後方向にずらして配置すること）を付けずに翼間の干渉を回避する設計で、高い低速飛行性能を狙って設計された。館林重雄がムサシノ模型飛行機研究所で設計した最後の機体。
スカイウォークII1996年設計。ハンドランチグライダー（手投げにて発航する滑空機）。初心者にも扱いやすい機体だが、競技会で入賞を狙える性能を持つ。
ホープ261997年設計。エンジン機。指定排気量は4サイクル20-26クラス（約3.2～4.2cc）で同社最大のもの。スタイルはおとなしい高翼機だが運動性能は高い。島崎孝設計。
パストラル2000年1月設計。同社初の電動機。安価な電動ラジコン自動車用のバッテリーを使用でき、長時間飛行も可能という独特のコンセプトにより設計された。サーマル（熱上昇気流）に乗り滞空できる性能を持ち、運動性能も高い。島崎孝設計。
E・プレイリープレイリー号の電動版。電動ラジコン自動車用のバッテリーを使用できる。島崎孝設計。
E・プレイリーLプレイリー号Lの電動版。E.プレイリーよりも高出力のモーターが付属する。島崎孝設計。
オテンバGP15クラスエンジン機。ハミングカブ号をベースに開発された。高い運動性能を持つが、同時に低速飛行も可能。島崎孝設計。
オテンバEP電動機。オテンバGPの電動版。性能の違うモーターが同梱される2タイプがある。島崎孝設計。
ビデオ「鳥シリーズの飛行」1986年6月発売。プレイリー号、モスキートモス号、スカイカンガルー号、ハミングカブ号、プレイバード号のフライトを収録したビデオ。

## 過去の製品

### 藤原理工ウィングブランド期
藤原理工はムサシノ模型飛行機研究所とは無関係だが、以下の機種の設計は館林重雄が行っている。
サンライズ号1962年3月設計。06クラス高翼機。
リトルサンダー号1964年6月設計。高翼機。全日本R/C陸上競技大会優勝機
ヤングサンダー号1965年5月設計09－19クラス。第4回、第5回全日本R/C陸上競技大会優勝機。
スカイグッピー号1965年5月設計。02クラスミニモーターグライダー。
ジュニアサンダー号1965年8月設計。06クラス。
初代スカイラビット号1965年9月設計。06クラス肩翼機。
リトルピース号1965年12月設計。06クラス高翼セミスケール機。初代スカイラビット号と共通の主翼を使用。
フレンドサンダー号1964年6月設計。09クラス肩翼機。
セブンスター号1966年3月設計。09クラス中翼機。レーサータイプ。
スワロー号1966年8月設計。15-19クラス中翼機。
ラッキースター号1966年7月設計。15-19クラス中翼機。
ゼントルサンダー号1967年？第6回全日本R/C陸上競技大会優勝機。
エンゼル号09クラス高翼機。

### NTK模型飛行機研究所？
詳細は不明だが館林重雄設計である。
ニューヤング15-19クラス（詳細不明）。
ニューフレンド09クラス（詳細不明）。

### ムサシノ模型飛行機研究所
ブルースカイ号1967年4月設計。09クラス肩翼練習機。
初代スカイビーバー号1967年7月設計。06-08クラス。肩翼モーターグライダー。
初代スカイカンガルー号1967年7月設計。肩翼モーターグライダー。シングル方式。ラダーおよびスロットルを制御するのが一般的だが、設計者の館林重雄はスロットルの代わりにエレベータを制御するようにし、滑空飛行中に連続宙返りを実現した。
スィートピー号1967年9月設計。06クラス低翼ミニプレーン。
ヤングホーク号1967年9月設計。15-19クラス肩翼機。
ヤングホーク号I型1968年2月設計。09クラス肩翼機。
ヤングホーク号II型1968年7月設計。15-19クラス肩翼機。
ハミングバードI,II号1968年3月設計。低翼セミスケール機。I型は09-10クラス。II型は15-19クラス。
スカイドット号1968年？設計。02エンジンによるフリーフライト機。
スピリットオブピース号09クラス3車輪式セミスケール機。
ストレンジラビット号1968年10月設計。ムサシノ模型飛行機研究所史上最大の30クラスエンジン搭載、肩翼エルロン式スポーツ機。経験者によるとかなりのじゃじゃ馬だったらしい。
スカイカンガルーII型1969年4月設計。スカイカンガルー号の翼長を1630mmから1460mmに縮小したモーターグライダー。
フレンドシップ号ムサシノ模型飛行機研究所唯一のRCボート。バルサ製の船体に09クラスエンジンを搭載し、プロペラで推進する。キットが発売された記録がなく、図面のみの販売だった可能性がある。09-15エンジン，全長620mm。
リトルホーク号1969年10月設計。19クラスエンジン搭載の肩翼スポーツ機。かなりの曲技飛行性能があるという。
スカイビーバー号（同名機）1970年12月設計。09-15クラス。ホームビルト機風の外観を持つ、高翼スポーツ機。運動性は軽快。
スカイライト号1973年2月設計。15-19クラス低翼スポーツ機。
フレンドグッピー号1974年2月設計。06-09クラス。ムサシノ機唯一のT尾翼機。主翼、尾翼図面はケント紙のような厚紙に印刷されており、バルサ材を直接それに接着して組み立てるという独特な工法。
ハミングリーフ号1975年3月設計。下翼がかなり小さめの複葉機。
ミニホーク号1975年3月設計。リトルホーク号の09クラス版。
スカイバンビ号1975年11月設計。ムサシノ模型飛行機研究所初めてのグライダーと思われる。
スカイパンダ号1976年3月設計。軽量な機体と高揚力の翼形の組み合わせで、スローフライト性能を追求する。フリーフライト・ハンドランチグライダーMHG19がセットされていた。
ミニバンビ号全備重量88gの超軽量RCグライダー。キットはなく図面のみ販売された。
ミニパンダ号CO2エンジン（液化二酸化炭素の気化膨張力を利用する非燃焼式ピストンエンジン）を動力とする超軽量RC機。キットはなく図面のみ販売された。
フレンドカブ号1976年7月設計。09-15クラス高翼スポーツ機。外観はオーソドックスだが軽快なスポーツ性を持つ。
ミニスペース号狭い空間でも楽しめることを目標に設計されたスポーツ機。
リトルチェリー号1977年1月設計。主翼上部にポッドを持ち、そこに03クラスエンジンを配置するミニラジコン機。
ツインチェリー号1977年1月設計。左右主翼下面にポッドを持ち、そこに03クラスエンジンを配置する双発ミニラジコン機。搭載するエンジンにはスロットルコントロールがなく、ガス欠になるまでエンジンは停止しないので、飛行の度に必ず片肺飛行となる。だが本機は、常識を破る大きなサイドスラスト（プロペラ推力線を横方向に傾斜させること）により、片肺飛行時でも安全に直進できるというアイデアを採用。
テレスチェリー号03クラスエンジン、ムサシノ模型飛行機研究所唯一の無尾翼機だが、計画のみで発売されなかった。
スカイコアラ号1977年7月設計。グライダーにしては低いアスペクト比（主翼縦横比）で、性能よりも作りやすさ、取り扱いやすさを狙ったサーマルグライダー。ショックコード（ゴム索）で上昇する。軽量なため上昇気流にも乗りやすい。
スカイラビット号1977年10月設計。スカイカンガルー号を、タマ模型の店主小出氏が改設計したものをムサシノ模型飛行機研究所で製品化した。
スカイエコー号1979年5月設計。グライダー。翼型は三角断面だが性能的には問題ないという。
トイボックス号1980年6月設計。主翼は分割式、尾翼、胴体、脚などがばらばらに分解でき、箱詰めにして持ち歩けるというコンセプト。パラソル形式翼で古典機イメージの機体。
ツインプラム号双発機。ツインチェリー号と同様の大サイドスラストにより、別メーカーの性能差のあるエンジンを左右に搭載しても問題なしとした。片肺飛行時も危険はない。ムサシノ模型飛行機研究所のキットでおそらく最も売れなかったという。
セカンドバード号1981年5月設計。鳥のような前進・後退翼をもつエルロン式スポーツ機。
エルロンチップ号1981年8月設計。低アスペクト比による上反角効果で安定を確保するエルロン式スポーツ機。
セカンドバード201981年9月設計。セカンドバード号の20クラスエンジン版。
スカイパル号1982年11月設計。グライダー。
カタパルトパルケント紙製主尾翼にバルサ製胴のフリーフライトグライダー。ゴム紐で垂直に打ち上げる。4タイプあった。
スカイビーバー03号1983年11月設計。03クラスエンジン搭載の、小型軽量機。RCメカを搭載せずフリーフライト機としても使用できる安定性を持つ。
スカイライト03号1983年11月設計。03クラスエンジン搭載の、小型軽量低翼機。
ハミングパル03号1983年11月設計。03クラスエンジン搭載の、小型軽量複葉機。下翼を取り外して単葉機としても使用可能。
プレイバード号1987年11月設計。2段上反角（主翼は中央上反角→水平→翼端上反角という構造）を持つ、鳥型主翼の機体。
スカイウォーク島崎孝設計初の市販キット。後に翼型を変更しスカイウォークⅡとなる。

## 関連人物
- 館林重雄
- 島崎孝